# Nicholson B. Adams
Nicholson B. Adams, *(1895), hispanista estadounidense.
Catedrático de la Universidad de North Carolina, publicó un importante estudio sobre el teatro español del Romanticismo, The Romantic Dramas of García Gutiérrez, Nueva York, 1922. Ofrece una  visión de conjunto de la cultura española en The Heritage of Spain, Nueva York, 1943 y 1959. Es autor de un resumen de literatura española en colaboración con Keller, y revisó la Introduction to Spanish Literature de Northup (Chicago, 1960). Así mismo es escritor de libros de texto para los estudiantes de español de los Estados Unidos.